# Christoph Vedder
Christoph Wilhelm Vedder (* 1947 in Göttingen) ist ein deutscher Rechtswissenschaftler und ehemaliger Hochschullehrer.

## Leben
Vedder studierte Rechtswissenschaften und Geschichte an den Universitäten Göttingen, Genf und Nizza. Nach den beiden juristischen Staatsexamina und dem Referendariat im Bezirk des Oberlandesgerichts Celle arbeitete er zunächst als Assistent am Institut für Völkerrecht der Universität Göttingen, später am Institut für Internationales Recht der Universität München. In Göttingen promovierte er 1978 bei Gottfried Zieger zum Dr. iur. Nach einer Tätigkeit bei der Max-Planck-Gesellschaft bis 1981 und anschließend beim 11. Olympischen Kongress nahm er eine Tätigkeit als akademischer Rat am Münchener Lehrstuhl von Bruno Simma auf. Dort habilitierte Vedder sich mit einer von Simma und Peter Lerche begutachteten, 1996 veröffentlichten öffentlich-rechtlichen Arbeit mit dem Titel Intraföderale Gliedstaatenverträge als Instrument der Rechtsetzung im Bundesstaat.
Es folgten Lehrstuhlvertretungen an den Universitäten Frankfurt am Main, Hamburg, Augsburg, Bielefeld und Greifswald. 1992 nahm er von vielen Rufen den der Universität Bielefeld an, wo er fortan den Lehrstuhl für Öffentliches Recht, Völkerrecht und Europarecht innehatte. 1996 wechselte er an die Universität Augsburg, wo er bis zu seiner Emeritierung einen gleichnamigen Lehrstuhl innehatte. Von 1999 bis 2002 fungierte Vedder zudem als Dekan der Augsburger rechtswissenschaftlichen Fakultät. Darüber hinaus war Vedder unter anderem Mitglied des Internationalen Sportgerichtshofs. Zudem war er Gastprofessor unter anderem an den Universitäten Graz, Leiden, Oslo, Bratislava, Saarbrücken und Kaliningrad.

## Wirken und Werke (Auswahl)
Vedders Veröffentlichungen konzentrieren sich auf das Öffentliche Recht, das Europarecht und das Völkerrecht. Bekanntheit erlangte er zudem durch seine Beiträge zum nationalen und internationalen Sportrecht.
- Die auswärtige Gewalt des Europa der Neun. Schwartz, Göttingen 1980, ISBN 3-509-01109-0 (Dissertation).
- Intraföderale Staatsverträge. Instrumente der Rechtsetzung im Bundesstaat. Nomos, Baden-Baden 1996, ISBN 3-7890-4057-6 (Habilitation).
- mit Wolff Heintschel von Heinegg (Hrsg.): Europäischer Verfassungsvertrag. Nomos, Baden-Baden 2007, ISBN 978-3-8329-1090-7.
- mit Waldemar Hummer und Stefan Lorenzmeier: Europarecht in Fällen – Die Rechtsprechung des EuGH, des EuG und deutscher und österreichischer Gerichte. 5. Auflage. Nomos, Baden-Baden 2012, ISBN 978-3-8329-4659-3.
- mit Wolff Heintschel von Heinegg (Hrsg.): Europäisches Unionsrecht – EUV, AEUV, Grundrechte-Charta. Nomos, Baden-Baden 2012, ISBN 978-3-8329-3762-1.